# Adolfo Servando Tortolo
Adolfo Servando Tortolo (1911-1998) était un archevêque argentin, à la tête du diocèse de Paraná de 1962 à 1986, et évêque des Forces armées argentines du 7 juillet 1975 au 30 mars 1982. Succédant en cette fonction au cardinal Antonio Caggiano, Adolfo Servando eut également un rôle important dans la légitimation par la hiérarchie de l'Église catholique des violations des droits de l'homme commises lors de la « guerre sale » par l'armée, où il officiait en pleine dictature (1976-1983).
Il participa au Concile Vatican II.